# 香港建制派列表
本條目列出香港建制派組織及人士。

## 政黨變遷

### 新香港聯盟
- 1989年：新香港聯盟成立
- 1999年：政黨解散

### 香港自由民主聯會
- 1990年：香港自由民主聯會成立
- 1993年：組織成員加入 ⇒ 自由黨
- 1997年：政黨合併至 ⇒ 香港協進聯盟

### 民主建港協進聯盟
- 1992年：民主建港聯盟成立
- 2005年：香港協進聯盟合併至 ⇒ 民主建港協進聯盟

### 專業會議
- 1991年：早餐派成立
- 2004年：組織重塑為 ⇒ 泛聯盟
- 2008年：組織重塑為 ⇒ 專業會議
- 2012年：組織與經濟動力合併至 ⇒ 香港經濟民生聯盟

### 自由黨
- 1993年：自由黨成立
- 2008年：部份政黨成員離開並成立 ⇒ 經濟動力

### 香港協進聯盟
- 1994年：香港協進聯盟成立
- 1997年：香港自由民主聯會合併至 ⇒ 香港協進聯盟
- 2005年：政黨合併至 ⇒ 民主建港協進聯盟

### 經濟動力
- 2009年：經濟動力成立
- 2012年：組織與專業會議合併至 ⇒ 香港經濟民生聯盟

### 新民黨
- 2011年：新民黨成立

### 香港經濟民生聯盟
- 2012年：香港經濟民生聯盟成立

## 政黨列表

### 目前
有些政黨之間的成員會重疊，在計算席次時只會計算該人較主要的政治聯繫。

#### 正式政黨
| 政黨名稱         | 成立年份      | 主席／召集人                                             | 立法會席次 | 區議會席次 | 政治派別               | 備註                                            |
| ---------------- | ------------- | -------------------------------------------------------- | ---------- | ---------- | ---------------------- | ----------------------------------------------- |
| 香港工會聯合會   | 1948年        | 林淑儀、黃國健（榮譽會長） 吳秋北（會長） 黃國（理事長） | 7 / 90     | 43 / 470   | 傳統親共派             | [ 1 ] [ 2 ] [ 3 ] [ 4 ] [ 5 ] [ 6 ] [ 7 ] [ 8 ] |
| 港九勞工社團聯會 | 1984年        | 林振昇                                                   | 2 / 90     | 3 / 470    | 傳統親共派             |                                                 |
| 民主建港協進聯盟 | 1992年7月10日 | 李慧琼                                                   | 18 / 90    | 147 / 470  | 傳統親共派             | [ 1 ] [ 2 ] [ 4 ] [ 5 ] [ 9 ] [ 7 ] [ 6 ]       |
| 自由黨           | 1993年        | 張宇人（黨魁） 邵家輝（主席）                            | 4 / 90     | 5 / 479    | 商界                   | [ 1 ] [ 5 ] [ 10 ]                              |
| 新世紀論壇       | 1999年        | 馬逢國                                                   | 1 / 90     | 0 / 479    | 商界                   | [ 3 ]                                           |
| 西九新動力       | 2008年        | 梁美芬                                                   | 1 / 90     | 6 / 479    | 傳統親共派（地區性質） | 梁美芬同為經民聯成員                            |
| 新民黨           | 2011年        | 葉劉淑儀                                                 | 5 / 90     | 25 / 470   | 商界                   | 公民力量與新民黨結盟                            |
| 香港經濟民生聯盟 | 2012年        | 梁君彥（榮譽主席） 盧偉國（主席）                        | 9 / 90     | 5 / 479    | 商界                   | [ 10 ]                                          |

#### 社團式組織或政團
| 組織名稱         | 成立年份 | 主席／召集人                  | 立法會席次 | 區議會席次 | 政治派別               | 備註                                         |
| ---------------- | -------- | ----------------------------- | ---------- | ---------- | ---------------------- | -------------------------------------------- |
| 新界社團聯會     | 1985年   | 陳勇（會長） 譚鎮國（理事長） | 4 / 90     | 2 / 470    | 傳統親共派（地區性質） |                                              |
| 九龍社團聯會     | 1997年   | 王惠貞（會長） 徐莉（理事長） | 1 / 90     | 5 / 470    | 傳統親共派（地區性質） | 創建力量和西九新動力大部分成員均為九社聯成員 |
| 香港島各界聯合會 | 1999年   | 蔡毅（會長） 蘇長榮（理事長） | 1 / 90     | 3 / 470    | 傳統親共派（地區性質） |                                              |
| 創建力量         | 2013年   | 陳振彬                        | 2 / 90     | 6 / 470    | 傳統親共派（地區性質） |                                              |
| 實政圓桌         | 2017年   | 田北辰                        | 1 / 90     | 0 / 470    | 商界                   |                                              |

另外新界鄉議局是支持建制派的鄉事派代表，但它並非一個政黨，而是政府中的一個法定諮詢機構。

### 過往
已消失、不活躍或被兼併的政黨
- T Party
- 啟聯資源中心：自由黨的前身[1]
- 香港自由民主聯會（自民聯）：被香港協進聯盟（港進聯）兼併
- 香港協進聯盟（港進聯）：2005年被民主建港協進聯盟（民建聯）兼併
- 穩定香港協會[1]
- 香港中外聯盟
- 新香港聯盟：1999年解散
- 香港工商專業聯會：完全退出在政治方面的角色，不過仍然是一個商會組織。
- 專業會議（前稱泛聯盟、早餐派）[10]
- 經濟動力[4][10][8]
- 城鄉居民共和協會

## 聯盟組織
- 工商專業聯盟（工專聯）
- 政制向前走大聯盟：因應2012年香港政治制度改革成立的聯盟，召集人為工聯會榮譽主席鄭耀棠。[13][14][15][16][17][5]
- 關注政改大聯盟：因應2007年及2008年香港政治制度改革已成立的聯盟，召集人為工聯會榮譽主席鄭耀棠。[18]
- 新界社團聯會（新社聯）：成員多為民建聯成員。[1][19][20]
  - 新界原區事顧問協會
  - 青衣居民聯會
- 九龍社團聯會[1][3]
  - 九龍東區各界聯會
  - 九龍西區各界協會
- 香港島各界聯合會[1]
  - 中西區各界協會
  - 灣仔各界協會
  - 東區各界協會
  - 南區各界聯會
- 城鄉居民共和協會：會長陳強為廣東省政協港區常委，成員亦多為鄉事派及親建制獨立區議員[2]
- 香港各界慶典委員會：會長為工聯會會長鄭耀棠，經常舉辦各類型慶祝國慶及香港回歸紀念日之活動，2013年1月1日舉行「新年新希望元旦遊行─支持特區政府依法施政發展經濟改善民生」遊行活動，立場支持特區政府施政[21]。
- 「保普選反佔中」大聯盟[22]
- 新界校長會
- 將軍澳社群福利會（社群）
- 香港公民協會
- 香港各界撐國安立法聯合陣線

## 社區及地域組織
- 香港島婦女聯會
- 東九龍居民委員會[3]
- 新界社團聯會婦女中心隸屬新界社團聯會
- 青衣居民聯會新界社團聯會屬會
- 九龍社團聯會
- 民建聯社會服務有限公司
- 新世紀（可持續發展）協會
- 香港青年活力協會
- 香港中區大廈業主聯會
- 馬鞍山社區服務協會
- 香港數碼動力（中港）協會
- 葵青青年團
- 觀塘民聯會：

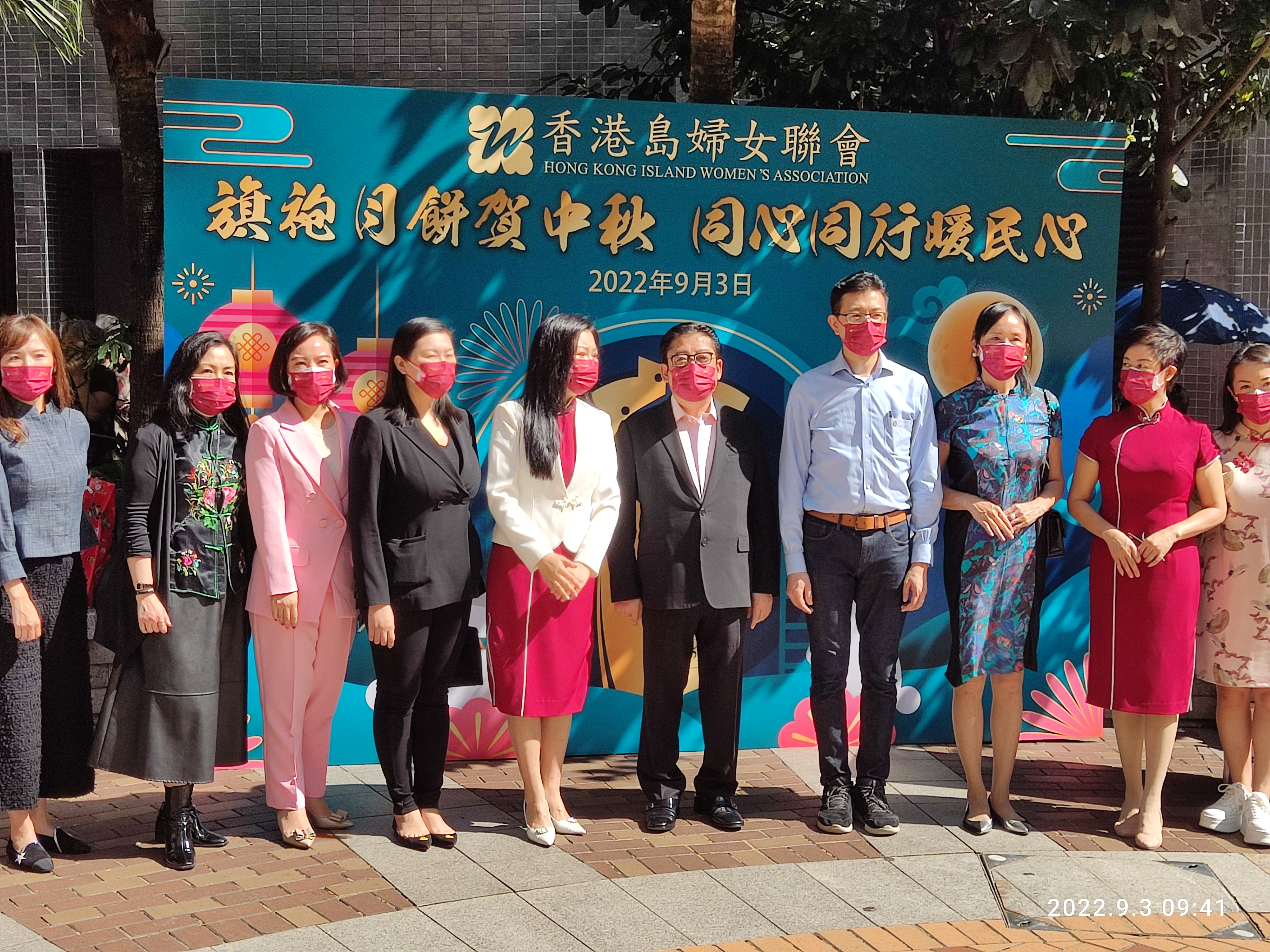
香港島婦女聯會的公開活動

- 柴灣區街坊福利會：民建聯立法會議員鍾樹根透過柴灣區街坊福利會，盤踞地區多年：鍾樹根於2002年開始，任職柴灣區街坊福利會理事長，2008年出任會長。該會名譽會長包括民建聯前立法會議員蔡素玉。
- 跑馬地居民協會
- 大角咀之友
- 海富苑睦鄰之友
- 大角咀匯群協會
- 海富苑睦鄰之友
- 公屋居民關愛會
- 油尖旺青年社
- 油尖旺社團聯會
- 油麻地居民權益關注會
- 油旺動力
- 京士柏專業聯盟
- 京士民生關注組
- 海泓社區服務協會:會址設在民建聯富榮選區區議員鍾港武辦事處內
- 社區18
- 香港華人革新協會
- 香港新界水上居民聯會
- 廣福之友
- 富明新之友社
- 怡富之友社
- 聚善義工組
- 薈賢社
- 怡雅苑居民協會
- 安定社
- 翠寧花園業主關注組
- 屯門區婦女會
- 嶼北民聯會
- 將軍澳街坊協會
- 馬鞍山民康促進會
- 香港志願者協會
- 觀塘民聯會[3]
- 九龍城義工協會：參與愛護香港力量舉辦的挺梁治港保民生大遊行並站台發言[23]
- 粉嶺潮橋盂蘭勝會、粉嶺潮州會館、北區蔬菜批發商協會：參與愛護香港力量舉辦的挺梁治港保民生大遊行[24]。
- 新家園協會[25]
- 家庭團聚互助會
- 香港社區組職協會
- 匯蝶公益
- 香港環境保護協會
- 義連班
- 全港社區抗疫連線
- 大埔社區抗疫連線
- 大埔社區連線
- 香港義工聯盟
- 香港島各界社會服務基金會

## 僑胞社團組織
- 香港僑界社團聯會
- 香港福建社團聯會：政制向前走大聯盟成員[16][17][9]
  - 泉州同鄉會：政制向前走大聯盟成員[15][16][17][6]
  - 福建十邑鄉會[9]
- 香港廣東社團總會[1]
- 香港海南商會
- 香港廣西社團總會
- 香港浙江省同鄉會聯合會
- 香港蘇浙滬同鄉會
- 上海總會
- 香港潮屬社團總會
  - 香港潮屬各界慶祝國慶籌委會
  - 香港潮州商會
  - 香港潮州會館
  - 香港九龍潮州公會
  - 香港汕頭商會
  - 香港潮商互助社
  - 香港潮僑塑膠廠商會
  - 香港潮僑食品業商會
  - 九龍東潮人聯會[26]
  - 九龍西潮人聯會
  - 香港區潮人聯會
  - 新界潮人總會
  - 香港澄海同鄉會[26]
- 香港連江聯誼會[9]

## 青年或學生組織
- 學友社[6]
- 香港青年學生動力[來源請求]
- 香港青年動力協會[27]
- 香港青年協進會：香港青年協進會主席張琪騰，是前民建聯觀塘區議員。「青進」其中一項業績任務，是搞中學生內地交流考察團，曾組織逾百人團到訪廣西、湖南、上海等地，「青進」榮譽贊助人立法會主席梁君彥，架構内有多位民建聯成員，是民建聯培植人才梯隊的裙帶青年群體。[25][28]
- 香港青年聯會：政制向前走大聯盟成員[14]
- 香港青年交流促進聯會：政制向前走大聯盟成員[29]
- 蘇港交流促進會：政制向前走大聯盟成員[29]
- 新界青年聯會：以「提高青年愛國愛港的意識」為宗旨，新界社團聯會成員[30]
  - 獅子山青年會
  - 北區青年協會：架構中有不少建制派人士，例如蘇西智、侯金林、陳勇、黃宏滔、溫和達、溫和輝、鄧根年、賴心、藍偉良等
- 香港商科學生聯會[來源請求]
- 青聯智庫[來源請求]
- 青年薈萃
- 新一代文化協會：主席為西九新動力成員鄭利明
- 香港青暉社[31]
- 國民小先鋒：曾經被內地傳媒稱是「香港少先隊」
- 國民教育促進會[6]
- 香港青年新動力
- 大專學生聯會[1]
- 香港東北青年會
- 香港升旗禮總會
- 香港華菁會[32]
- 香港菁英會[25]
- 香港各區專上學生同盟[25]
- 香港青年大專學生協會[25]
- 香港各界青少年活動委員會[25]
- 香港青少年發展聯會[25]
- 香港青年工業家協會[25]
- 香港青年交流促進聯會[25]
- 香港青年發展網絡[25]
- 香港青年會[25]
- 香港青年節點[25]
- 香港青年學生動力[25]
- 香港青少年軍總會[33]
- MWYO青年辦公室
- 香港亞洲青年協會
- 獅子山智庫
- 香港大學生新媒體同學會

## 婦女組織
- 香港婦聯：現任主席葉順興，曾為民建聯委任區議員；該會副會長黃戊娣，也是民建聯成員。
- 香港各界婦女聯合協進會（香港婦協）：經常舉辦各類型七一回歸及國慶慶祝活動，主席林貝聿嘉為中華全國婦女聯合會執行委員及支持推行國民教育科[1]
- 香港婦女發展聯會（婦聯）及其下屬會：榮譽贊助人為中聯辦副主任郭莉，永遠榮譽顧問為梁愛詩，成員亦包括不少民建聯成員

- 九龍婦女聯會：現任主席蘇麗珍，為九龍社團聯會/創建力量區議員。

## 長者組織
- 香港長者記者協會：協會由親中報刊《文匯報》之《長者園地》專版一群長者記者義工發起。創會會長陸啟鎏為退休資深警務人員，出身於「愛國」家庭，認同六四清場行動[34]；秘書余耀榮則經常在報章發表親建制立場之文章[35][36]
- 粉嶺長者協會：新界社團聯會屬會
- 工聯會康齡服務社

## 工商組織
- 香港中華總商會[25]
- 香港總商會[25]
- 香港工業總會[25]
- 香港中華廠商聯合會[25]
- 香港中華出入口商會[25]
- 香港中國企業協會[1]
- 香港專業人士協會
- 香港創意產業及科技投資協會
- 香港中小旅遊協會
- 香港中華工商業協會
- 全港各區工商聯

## 勞工組織
- 香港工會聯合會及其各分會：2008年前以民主建港聯盟名義參選
- 港九勞工社團聯會（勞聯）：於2020年初退出屬泛民主派的職工盟
- 香港教育工作者聯會（教聯會）[37]
- 香港女教師協會：主席為辦學團體旅港福建商會營辦的福建中學副校長周蘿茜，該會立場上支持推行德育及國民教育科[38][39]
- 教育工作人員總工會（教總）：工聯會之屬會，會長余綺華為國民小先鋒之副主席、工聯會成員、旗下另一屬會香港文職及專業人員總會之副會長，熱衷於推動德育及國民教育[40][41]
- 香港政府紀律部隊人員總工會（紀總）
- 香港基層醫護基金
- 入境事務主任協會
- 入境事務助理員工會
- 入境事務人員協會
- 入境處員佐級總會
- 海關人員總會
- 警察隊員佐級協會
- 政府人員協會
- 香港公務員總工會
- 消防處職工總會
- 香港政府華員會

## 傳媒
- 香港新聞工作者聯會
- 亞洲週刊
- 東方報業集團：
  - 《東方日報》[42]
- 星島新聞集團：
  - 《星島日報》
  - 《星島地區報》
  - 《頭條日報》
  - 《英文虎報》
  - 《巴士的報》
- 經濟日報集團：
  - 《香港經濟日報》
  - 《晴報》
- 中聯辦（聯合出版集團）系統：
  - 《文匯報》[1][14]
  - 《大公報》[1][43][14]
  - 《香港商報》[1][44][45]（由旗下一空殼公司董事持有99%）
  - 點新聞
    - 點知天下

  - 紫荊雜誌
  - 知識雜誌
  - 橙新聞
  - 香港仔
  - 我家
  - 龍週
- 《南華早報》
- 《中國日報香港版》
- 人民網 (香港)
- 鳳凰衞視
- 香港衞視
- 中國評論通訊社
- 香港經濟導報
- 圈傳媒（齊心基金會）
  - 港人講地
  - 史檔
- 地區友專頁（由D18 Limited控制，負責人為香港青年時事評論員協會副主席陳志豪）
- 透視報 （页面存档备份，存于）
- HKG報
- 時聞香港
- 思考香港
- O嘴網 （页面存档备份，存于）
- 線報 （页面存档备份，存于）
- 輕新聞 （页面存档备份，存于）
- 芒向快报
- 堅料網 （页面存档备份，存于）
- 輕新聞
- 中通社
  - 通傳媒
- 新城電台
- 匯達傳媒
- 無綫電視
- 亞洲電視數碼媒體
- 香港流動媒體[46]
- 超越新聞網 （页面存档备份，存于）
- KOL HK
- 有線電視
- HOY TV
- 奇妙電視有限公司
- Now TV
- ViuTV
- 香港電台
- 港台電視

已停辦的媒體
- 《正午報》
- 《晶報》[1]
- 《香港夜報》
- 《新生晚報》
- 《新晚報》
- 《新晚報》（免費報紙）[1][43]
- 《新報》
- 《太陽報》
- 《好報》

## 民調、智庫及研究組織
- 中港關係策略發展研究基金
- 香港發展論壇
- 香港發展中心
- 一國兩制研究中心
- 香港政研會
- 香港政策研究所
- 匯賢智庫
- 紫荆研究院
- 香港社會科学民意調查中心

## 外圍組織
- 愛護香港力量（愛港力）：發起挺梁治港保民生大遊行，立場支持梁振英政府[47][48][49][50][51]。
- 香港青年關愛協會（青關會）：成員被指與愛護香港力量的成員一樣。[52]
- 愛港之聲：發起愛香港、撐政府元旦嘉年華，成員包括新民黨成員高達斌等，被民陣副召集人王浩賢質疑與中共統戰部有關連。[53]，原因是高達斌曾任深圳市海外聯誼會理事（中共統戰部轄下組織），與愛護香港力量和香港青年關愛協會使用同一形式（白底紅字正楷）的橫額[54]曾參與發表「暴力零容忍」聯合聲明，直指法官判案時偏袒泛民主派。[55]
- 沉默之聲：總幹事為陳健燊，曾參與由愛護香港力量發起的挺梁治港保民生大遊行，立場支持梁振英政府[47]，成員被指與愛港力的成員一樣。曾參與發表「暴力零容忍」聯合聲明，直指法官判案時偏袒泛民主派。[55]
- 齊心行動：發起街頭簽名活動，立場支持梁振英政府[48][56]，成員被指與愛護香港力量的成員一樣。
- 幫幫香港出聲行動（幫港出聲）：以反對佔領中環為號召，由周融等牽頭的政治組織，成員包括多名建制派學者、工商及專業人士。[57][58]
- 香港媒體監察行動組：針對《蘋果日報》及壹傳媒所組成的團體。[59]
- 保衛香港運動：發起人為傅振中，六四真相組成團體之一。[60]組織曾參與發表「暴力零容忍」聯合聲明，直指法官判案時偏袒泛民主派。[55]
- 正義聯盟：以反對佔領中環為號召，「救急扶危」為名，六四真相組成團體之一。組織由李偲嫣擔任召集人（已被開除黨籍），立法會議員梁美芬監誓。[61][62]
- 匯賢起動：發起人為李顯聲，網絡組織，六四真相組成團體之一。曾參與發表「暴力零容忍」聯合聲明，直指法官判案時偏袒泛民主派。[60][55]
- 和諧之聲：六四真相組成團體之一。[63]
- 香港行動：六四真相組成團體之一。召集人為退休高級督察冼澤正。[64][65]
- 六四真相：於2014年4月21日成立，由保衛香港運動、正義聯盟、匯賢起動、和諧之聲、香港行動組成。因質疑六四事件之死亡人數被支聯會誇大失實，故組織被天安門母親運動批評。[66][67][68]
- 監察傳媒聯席：由愛港之聲、保衛香港運動和匯賢起動組成。
- 香港政研會：以「反港獨、反拉布、興經濟」為口號參選2016年立法會選舉
- 珍惜群組：據稱通過網上社交網站發動群眾參與的組織。[69]
- 同心護港：據稱來自香港各行各業自發參與的組織。
- 齊心行動
- Rosel Tadios
- 香港培青社
- 廿三萬監察
- 中華人民共和國香港市人民委員會：主張香港與中國大陸完全融合（一國一制）的政治社團。
- 23同盟
- 保障民生建設聯盟（有爭議）：是香港建制派組織，於2019年9月10日成立。召集人為袁桂禧，成員包括註冊中醫、資訊科技界從業員、工商管理及法律系學生、英語教學碩士學生等。

## 其他組織
- 港九各界同胞反對港英迫害鬥爭委員會（鬥委會）：九七前之反政府組織，已不活躍[1]
- 中華海外聯誼會
- 香港各界文化促進會
- 香港中小型律師協會
- 保公義撐修例大聯盟
- 香港的士司機從業員總會
- 國家行政學院香港同學會
- 香港中華文化總會
- 孔教學院
- 香港聖公會
- 中國基督教播道會恩福堂
- Smile with us HK 一起微笑
- 泰山公德會
- 東華三院
- 香港紅十字會
- 嗇色園
- 香港賽馬會
- 保良局
- 香港社區組織協會
- Green Monday
- 九龍樂善堂
- 匡智會
- 和富社會企業(和富慈善基金)
- 香港中華基督教青年會
- 香港基督教青年會
- 香港佛教聯合會
- 中華回教博愛社
- 香港道教聯合會 (圓玄學院)
- 護苗基金
- 仁濟醫院
- 香港公益金
- 協康會
- 香港路德會
- 仁愛堂
- 聖雅各福群會
- 博愛醫院

## 傳統親中共根據地
- 僑冠大廈：香港福建同鄉會和香港國民教育促進會之總部[9][6][7]
- 均益大廈：[9]
- 新都城大廈
- 銀都戲院
- 燕京大廈

## 傳統親中共學校
- 香港道教聯合會及部分圓玄學院營辦學校：
  - 香港道教聯合會雲泉學校
  - 香港道教聯合會雲泉吳禮和紀念學校
  - 香港道教聯合會純陽小學
  - 香港道教聯合會圓玄學院石圍角小學
  - 香港道教聯合會圓玄學院陳呂重德紀念學校
  - 保良局香港道教聯合會圓玄小學
  - 香港道教聯合會圓玄學院第一中學
  - 香港道教聯合會圓玄學院第二中學
  - 香港道教聯合會圓玄學院第三中學
  - 香港道教聯合會鄧顯紀念中學
  - 香港道教聯合會青松中學
  - 香港道教聯合會圓玄幼稚園
  - 圓玄軒兒童教育中心
  - 圓玄學院妙法寺內明陳呂重德紀念中學，原名「妙法寺陳呂重德紀念中學」，前身妙法寺內明書院
  - 圓玄學院陳國超興德小學，原名「興德學校」

- 孔教學院系列學校：
  - 孔教學院大成何郭佩珍中學
  - 孔教學院大城小學

- 香島系列學校：
  - 香島專科學校
  - 香島中學
  - 天水圍香島中學
  - 將軍澳香島中學

- 旅港福建商會營辦學校：
  - 福建中學
  - 福建小學
  - 福建中學(小西灣)
  - 福建中學(北角)

- 香港教育工作者聯會（教聯會）營辦學校：
  - 香港教育工作者聯會黃楚標中學
  - 香港教育工作者聯會黃楚標學校

- 培僑教育機構系列學校：
  - 培僑中學[70]
  - 培僑書院
  - 培僑小學
  - 培僑國際幼稚園暨幼兒園

- 漢華教育機構系列學校：
  - 漢華中學
  - 漢華小學

- 勞工子弟系列學校：
  - 創知中學,前稱勞工子弟中學
  - 秀明小學
  - 香港專業進修學校

- 教評會系列學校：
  - 風采中學

- 香港蘇浙滬同鄉會旗下系列學校：
  - 蘇浙小學
  - 蘇浙公學
  - 沙田蘇浙公學
  - 葵涌蘇浙公學

- 新界婦孺福利會旗下系列學校：
  - 新界婦孺福利會基督教銘恩小學
  - 新界婦孺福利會梁省德學校
  - 新界婦孺福利會幼兒學校

- 萬鈞教育機構旗下系列學校：
  - 萬鈞匯知中學
  - 萬鈞伯裘書院
  - 賽馬會萬鈞毅智書院

- 周大福教育集團及維多利亞教育機構旗下系列學校：
  - 地利亞加拿大學校 (德思齊加拿大國際學校)
  - 滬江維多利亞學校
  - 維多利亞幼稚園暨國際幼兒園
  - Arts Plus (A+)
  - Bee Bee Kids Playground
  - Victoria Playpark

- 東華三院旗下系列學校：
  - 東華三院吳祥川紀念中學
  - 東華三院盧幹庭紀念中學
  - 東華三院黃笏南中學
  - 東華三院李潤田紀念中學
  - 東華三院張明添中學
  - 東華三院陳兆民中學
  - 東華三院辛亥年總理中學
  - 東華三院伍若瑜夫人紀念中學
  - 東華三院馮黃鳳亭中學
  - 東華三院黃鳳翎中學
  - 東華三院邱金元中學
  - 東華三院邱子田紀念中學
  - 東華三院甲寅年總理中學
  - 東華三院李嘉誠中學
  - 東華三院郭一葦中學
  - 東華三院呂潤財紀念中學
  - 東華三院馬振玉紀念中學
  - 東華三院鄺錫坤伉儷中學
  - 東華三院李賜豪小學
  - 東華三院鶴山學校
  - 東華三院羅裕積小學
  - 東華三院高可寧紀念小學
  - 東華三院鄧肇堅小學
  - 東華三院冼次雲小學
  - 東華三院黃士心小學
  - 東華三院港九電器商聯會小學
  - 東華三院姚達之紀念小學（元朗）
  - 東華三院王余家潔紀念小學
  - 東華三院李東海小學
  - 東華三院周演森小學
  - 東華三院馬錦燦紀念小學
  - 東華三院蔡榮星小學
  - 東華三院曾憲備小學

- 中華回教博愛社旗下系列學校：
  - 伊斯蘭學校
  - 伊斯蘭鮑伯濤紀念小學
  - 伊斯蘭脫維善紀念中學

- 香港聖公會旗下系列學校：
  - 聖傑靈女子中學
  - 聖公會蔡功譜中學
  - 香港聖公會何明華會督中學
  - 聖公會呂明才中學
  - 聖公會基孝中學
  - 聖公會曾肇添中學
  - 拔萃男書院
  - 拔萃女書院
  - 聖公會明華神學院
  - 聖保羅男女中學

其他：
- 香港專業進修學校
- 路德會西門英才中學
- 新界鄉議局元朗區中學
- 新界鄉議局大埔區中學
- 鮮魚行學校
- 曾璧山（崇蘭）中學
- 慕光英文書院
- 香港培道中學
- 香港普通話研習社科技創意小學
- 中華基金中學
- 閩僑中學
- 林大輝中學
- 孔聖堂中學
- 羅定邦中學
- 聖文嘉幼稚園 (聖文嘉中英文幼稚園)
- 啟思中學（Creative Secondary School）
- 仁愛堂田家炳中學
- 何文田官立中學
- 保良局羅氏基金中學
- 元朗天主教中學
- 天水圍官立中學
- 基督教香港信義會元朗信義中學
- 仁濟醫院王華湘中學
- 勝利韓語學校
- 嗇色園主辦可銘學校
- 天主教領島學校
- 樂基幼兒學校及幼兒樂園
- 卓思英文學校暨幼稚園
- 樂沛兒幼稚園及幼兒樂園
- 德望學校(德望中學, 德望小學暨幼稚園)
- 孔子學院
- 商務印書館教育學院
- 栢基海韻幼稚園及國際幼兒園
- 栢基國際幼稚園
- 香港管理學院
- 啟思幼稚園幼兒園
- 珠海學院
- 港鐵學院
- 新會商會陳白沙紀念中學
- 香港旭日菁英孵化學院
- 文理書院 (九龍)
- 佛教孔仙洲紀念中學
- 南屯門官立中學
- 嘉諾撒聖瑪利書院
- 寧波公學
- 寶覺小學
- 元朗寶覺小學
- 寶覺中學
- 嶺南大學
- 香港中文大學
- 香港大學
- 香港浸會大學
- 香港理工大學
- 香港城市大學
- 香港科技大學
- 香港都會大學
- 香港教育大學
- 香港演藝學院
- 香港恒生大學
- 香港樹仁大學
- 香港浸會大學附屬學校王錦輝中小學
- 裘錦秋中學（屯門）
- 獅子會中學
- 新生命教育協會平安福音中學
- 沙田官立中學
- 中華傳道會李賢堯紀念中學
- 中華基督教會全完中學
- 和富慈善基金李宗德小學
- 聖類斯中學
- 長洲官立中學
- 香港中國婦女會馮堯敬紀念中學
- 香港神託會培敦中學
- 香海正覺蓮社佛教馬錦燦紀念英文中學
- 喇沙書院
- 前稱：國力書院，現已改稱：培領書院
- 張振興伉儷書院
- 香港科技專上書院
- 玫瑰崗學校
- 聖保祿學校
- 良師學校
- 鳳溪第一小學
- 香港培道小學
- 遵理學校
- 佛教榮茵學校
- 靈糧堂劉梅軒中學
- 嗇色園主辦可風中學
- 元朗公立中學校友會鄧兆棠中學
- 基督教宣道會太和幼稚園
- 小太陽兒童教育中心
- 景鴻教育
- 智趣小博士
- 荃灣商會朱昌幼稚園
- 梓峰教育
- 港澳信義會小學
- 港青基信書院
- 珈琳幼稚園
- 田景邨浸信會呂郭碧鳳幼稚園
- 英藝國際教育機構(英藝小學暨幼稚園, 英藝小學, 英藝幼稚園)
- 青年會書院
- 香港知專設計學院
- 安基司幼稚園
- 雋延國際幼稚園（Avendale International Kindergarten）
- 英華書院
- 佛教曾果成中英文幼稚園
- 狀學堂
- 獅子會何德心小學
- 浸信會呂明才中學
- 中華基督教青年會中學
- 港島基督教學校 （Island Christian Academy）
- 中華基督教青年會小學
- 中華基督教青年會幼稚園
- 青年會專業書院
- 明愛胡振中中學
- 鳳溪創新小學
- 聖伯多祿天主教小學
- 金文泰中學
- 香港教師會李興貴中學
- 中華基督教會何福堂書院
- 上水官立中學
- 九龍工業學校
- 九龍華仁書院
- 仁濟醫院林百欣中學
- 仁濟醫院第二中學
- 仁濟醫院羅陳楚思中學
- 仁濟醫院董之英紀念中學
- 仁濟醫院靚次伯紀念中學
- 香港中國婦女會中學
- 香港培正中學
- 陳樹渠紀念中學
- 迦密聖道中學
- 新會商會中學
- 台山商會中學
- 台山商會學校
- 新會商會學校
- 救世軍卜維廉中學
- 天主教慈幼會伍少梅中學
- 十八鄉鄉事委員會公益社中學
- 十八鄉鄉事委員會公益社小學
- 伊利沙伯中學
- 何東中學
- 樂善堂余近卿中學
- 佛教何南金中學
- 佛教善德英文中學
- 佛教大光慈航中學
- 佛教大雄中學
- 佛教慧因法師紀念中學
- 佛教茂峰法師紀念中學
- 佛教黃鳳翎中學
- 佛教黃允畋中學
- 佛教覺光法師中學
- 佛教葉紀南紀念中學
- 佛教沈香林紀念中學
- 佛教筏可紀念中學
- 香海正覺蓮社佛教正覺中學
- 香海正覺蓮社佛教梁植偉中學
- 香海正覺蓮社佛教普光學校
- 北角協同中學
- 路德會呂明才中學
- 路德會協同中學
- 路德會呂祥光中學
- 路德會官塘書院及夜校
- 馬錦明慈善基金馬陳端喜紀念中學
- 道慈佛社楊日霖紀念學校
- 路德會救主學校
- 荃灣聖芳濟中學
- 九龍華仁書院
- 華仁書院
- 中華基督教會基智中學
- 中華基督教會扶輪中學
- 中華基督教會方潤華中學
- 中華基督教會譚李麗芬紀念中學
- 五旬節聖潔會永光書院
- 五邑司徒浩中學
- 余振強紀念中學
- 仁愛堂陳黃淑芳紀念中學
- 伊利沙伯中學舊生會湯國華中學

## 立法會議員

### 1998-2000年度(40人)
| - 程介南 - 曾鈺成 - 陳婉嫻 - 劉江華 - 譚耀宗 - 楊耀忠 - 陳鑑林 - 黃容根 - 陳榮燦 - 陳國強 | - 何世柱 - 劉皇發 - 劉健儀 - 何承天 - 夏佳理 - 楊孝華 - 田北俊 - 丁午壽 - 梁劉柔芬 - 周梁淑怡 | - 朱幼麟 - 蔡素玉 - 劉漢銓 - 鄧兆棠 - 馮志堅 - 許長青 | - 吳亮星 - 陳智思 - 李家祥 - 梁智鴻 - 何鍾泰 - 李啟明 | - 馬逢國 - 范徐麗泰 - 吳清輝 - 張永森 - 黃宜弘 - 呂明華 - 李國寶 - 霍震霆 |

### 2000-2004年度(38人)
| - 蔡素玉 - 曾鈺成 - 陳婉嫻（ 工聯會） - 陳鑑林 - 劉江華 - 譚耀宗 - 楊耀忠 - 黃容根 - 陳國強 - 葉國謙 | - 劉皇發 - 劉健儀 - 楊孝華 - 田北俊 - 丁午壽 - 梁劉柔芬 - 周梁淑怡 - 張宇人 | - 吳亮星 - 陳智思 - 李家祥 - 勞永樂 - 何鍾泰 - 劉炳章 - 石禮謙 - 呂明華 | - 鄧兆棠 - 朱幼麟 - 劉漢銓 - 胡經昌 - 許長青 - 梁富華 | - 李鳳英 - 范徐麗泰 - 馬逢國 - 黃宜弘 - 李國寶 - 霍震霆 |

### 2004-2008年度(35人)
| - 馬力（2004－2007） - 蔡素玉 - 曾鈺成 - 陳鑑林 - 劉江華 - 李國英 - 譚耀宗 - 張學明 - 黃容根 - 黃定光 | - 田北俊 - 周梁淑怡 - 劉健儀 - 楊孝華 - 林健鋒 - 梁君彥 - 梁劉柔芬 - 方剛 - 張宇人 - 劉皇發 | - 陳智思 - 何鍾泰 - 劉秀成 - 石禮謙 - 呂明華 - 陳婉嫻 - 鄺志堅 - 王國興 | - 李鳳英 - 范徐麗泰 - 林偉強 - 黃宜弘 - 李國寶 - 詹培忠 - 霍震霆 |

### 2008-2012年度(37人)
| - 曾鈺成 - 陳鑑林 - 劉江華 - 陳克勤 - 譚耀宗 - 張學明 - 黃容根 - 黃定光 - 葉國謙 | - 黃國健 - 王國興 - 潘佩璆 - 葉偉明 | - 梁美芬（西九新動力） - 何鍾泰 - 劉秀成 - 石禮謙 - 劉皇發 - 林健鋒 - 梁君彥 - 梁劉柔芬 | - 劉健儀 - 方剛 - 張宇人 - 李鳳英 - 葉劉淑儀 | - 謝偉俊 - 黃宜弘 - 李國寶 - 詹培忠 - 霍震霆 - 陳健波 - 陳茂波 - 林大輝 - 譚偉豪 - 梁家騮 |